# Promacrauchenia
Promacrauchenia és un gènere extint de mamífers litopterns de la família dels macrauquènids que visqueren a Sud-amèrica durant el Pliocè, fa entre 3 i 5,3 milions d'anys. Se n'han trobat restes fòssils a l'Argentina i Bolívia. Tenien una probòscide un xic més desenvolupada que en l'scalabriniteri, un parent proper seu. És possible que fossin els avantpassats directes de gèneres com Macrauchenia i Windhausenia. El nom genèric Promacrauchenia significa ‘abans de Macrauchenia’.